# Marché global de performance
 (janvier 2016).
Si vous disposez d'ouvrages ou d'articles de référence ou si vous connaissez des sites web de qualité traitant du thème abordé ici, merci de compléter l'article en donnant les références utiles à sa vérifiabilité et en les liant à la section « Notes et références ».
Pour les articles homonymes, voir MGP, CREM et REM.
Le marché global de performance (MGP), jusqu'au 1er avril 2029 marché public global de performance (MPGP), est un contrat de la commande publique français. Comme la conception-réalisation, il s'agit d'un type de marché global. Il fait suite aux marchés de conception-réalisation-exploitation-maintenance (CREM) et de réalisation-exploitation-maintenance (REM) de l'article 73 du code des marchés publics.

## Description
Les marchés globaux de performance permettent aux collectivités publiques de confier à un ou des opérateurs les opérations de conceptions de travaux, de fournitures ou de services ainsi que ses aspects d'utilisation (exploitation et maintenance). Ce type de marché est guidé par le souhait d'associer à ces opérations des indicateurs permettant une évaluation précise de l'état du projet. Cette contrainte de prendre des engagements chiffrés permet de consulter certains acteurs pour des phases du projet qui auront des conséquences sur leur travail (par exemple un entrepreneur peut participer à l'étude initiale).
Ce type de marché permet un meilleur suivi des dépenses par les collectivités publiques. Les décisions, notamment des autorités politiques, se prennent également sur une base plus ferme. Elles peuvent définir leur axe stratégique puis laisser à une entreprise spécialisée le soin de gérer les différents aspects opérationnels et budgétaires du projet.
Sources,,,,,,,,,

## Texte

### Sous code de la commande publique (depuis 2019)
Le marché global de performance est défini par l'article L. 2171-3 du code de la commande publique. 

« Le marché global de performance associe l’exploitation ou la maintenance à la réalisation ou à la conception-réalisation de prestations afin de remplir des objectifs chiffrés de performance. Ces objectifs sont définis notamment en termes de niveau d’activité, de qualité de service, d’efficacité énergétique ou d’incidence écologique. Le marché global de performance comporte des engagements de performance mesurables. »

### Sous ordonnance (2016-2019)
Le marché public global de performance était quant à lui défini à l'article 34 de l'ordonnance du 23 juillet 2015.

« Nonobstant les dispositions de l'article 33, les acheteurs peuvent conclure des marchés publics globaux de performance qui associent l'exploitation ou la maintenance à la réalisation ou à la conception-réalisation de prestations afin de remplir des objectifs chiffrés de performance définis notamment en termes de niveau d'activité, de qualité de service, d'efficacité énergétique ou d'incidence écologique. Ces marchés publics comportent des engagements de performance mesurables. »

La même ordonnance créé des marchés publics globaux sectoriels définis :
Sans préjudice des dispositions législatives spéciales et nonobstant les dispositions des articles 33 et 34, les acheteurs peuvent confier à un opérateur économique une mission globale portant sur :
1° La conception, la construction, l'aménagement, l'entretien et la maintenance des immeubles affectés à la police nationale, à la gendarmerie nationale, aux armées ou aux services du ministère de la défense ;
2° La conception, la construction et l'aménagement des infrastructures nécessaires à la mise en place de systèmes de communication et d'information répondant aux besoins des services du ministère de l'intérieur ;
3° La conception, la construction, l'aménagement, l'entretien et la maintenance des immeubles affectés à la brigade des sapeurs-pompiers de Paris ;
4° La conception, la construction, l'aménagement, l'entretien et la maintenance des immeubles affectés par l'État à la formation des personnels qui concourent aux missions de défense et de sécurité civiles ;
5° La conception, la construction et l'aménagement des établissements pénitentiaires. Cette mission peut en outre porter sur l'exploitation ou la maintenance des établissements pénitentiaires, à l'exception des fonctions de direction, de greffe et de surveillance ;
6° La conception, la construction, l'aménagement, l'entretien, l'hôtellerie et la maintenance de centres de rétention ou de zones d'attente. Cette mission ne peut conduire à confier l'enregistrement et la surveillance des personnes retenues ou maintenues à d'autres personnes que des agents de l'État ;
7° La conception, la construction, l'aménagement, l'entretien et la maintenance de bâtiments ou d'équipements affectés à l'exercice des missions des établissements publics de santé, des organismes visés à l'article L. 124-4 du code de la sécurité sociale gérant des établissements de santé et des structures de coopération sanitaire dotées de la personnalité morale publique ;
8° La revitalisation artisanale et commerciale au sens de l'article 19 de la loi du 18 juin 2014 susvisée. »